# 謝梵境
謝 梵境（しゃ ぼんきょう）は、南朝宋の順帝劉準の皇后。本貫は陳郡陽夏県。謝荘の孫娘にあたる。

## 経歴
謝颺（謝朏の兄）の娘として生まれた。昇明2年（478年）10月、皇后に立てられた。昇明3年（479年）4月、順帝が蕭道成に譲位すると、謝梵境は汝陰王妃に降格された。

## 伝記資料
- 『宋書』巻41 列伝第1
- 『南史』巻11 列伝第1